# Kōryō
Kōryō (広陵町?) è una cittadina giapponese della prefettura di Nara.